# Victor Dolz
Victor Dolz (Begur, 1945) es un pintor expresionista español.

## Trayectoria
Víctor Dolz, nace en Begur en una familia de origen humilde. A los pocos años abandona Begur para ir a vivir a Palafrugell primero y finalmente a Barcelona donde se matricula en la Escuela Técnica Industrial de Barcelona. Pese a demostrar una extraordinaria facilidad para la pintura, la negativa de su padre a que aceptara un beca para estudiar arte, le hace abandonar su pasión por la pintura.
Tras unos años convulsos en los que trabaja en la empresa familiar retoma compulsivamente la pasión por la pintura que no volverá a abandonar.

## Obra
Su pintura se caracteriza por tener un lenguaje enérgico, "expresionista y brutal que a menudo roza la incomodidad y retrata de manera casi obsesiva a unos mismos personajes a lo largo de los años." 
Su pintura representa rostros humanos de conocidos y allegados que configuran una  gran colección humana.Realiza trípticos y series de una misma persona para explorar su interior mediante las diferentes versiones y descubrir lo que se esconde detrás de cada una de ellas.
“Me gusta realizar trípticos o series de una misma persona. Cuando exploro a un personaje hago un estudio en profundidad. Hago bastantes versiones y así voy descubriendo lo que más me interesa de alguien. A menudo me preguntan por qué no pinto otras cosas, paisajes, etc, pero siempre les digo que a mí lo que me apasiona es la persona humana, captar su interioridad.“
La obra de Dolz tiene reminiscencias de Francis Bacon y de Lucien Freud aunque Dolz declara: “Las clasificaciones no me gustan mucho. La pintura refleja una forma de sentir. No me identifico con ninguna etiqueta”